# Vibrio
Vibrio je rod Gram-negativnih bakterija, koji je tipičan za slanu vodu, i čije vrste su uzročnici brojnih trovanja hranom,. Oblik bakterijske ćelije je zakrivljeno-štapićast do polumesečast. Pripadnici roda su fakultativno anaerobni organizmi, što znači da mogu obavljati proces ćelijskog disanja i u odsustvu kiseonika. U njihovom životnom ciklusu ne dolazi do formiranja spora. Na jednom kraju ćelije se nalazi razvijen bič, što implicira ćelijsku polarizovanost, i koji je zaslužan za pokretljivost ovih bakterija.
Rod je 1854. godine uveo i imenovao italijanski anatom Filipo Pačini (Filippo Pacini) tokom svog istraživanja kolere, bolesti koju izaziva vrsta Vibrio cholerae.

## Patogeni sojevi
Nekoliko vrsta roda Vibrio su patogene. Mnogi infektivni sojevi su u vezi sa zapaljenjem digestivnog sistema, ali takođe mogu inficirati i otvorene rane, što dovodi do sepse. Mogu biti nošene različitim morskim organizmima, kao što su npr. krabe i škampi. Samim tim, ishranom lako dospevaju u ljudski organizam čime izazivaju nekad i smrtonosne infekcije. Do trovanja najčešće dolazi ukoliko je morska hrana nedovoljno termički obrađena. Neke od patogenih vrsta su V. cholerae (najpoznatija i prva opisana vrsta ovog roda, uzročnik kolere), V. parahaemolyticus, I V. vulnificus.